# Bylica pospolita
Bylica pospolita (Artemisia vulgaris L.) – gatunek rośliny z rodziny astrowatych. Rodzime obszary jego występowania to Europa, znaczna część Azji oraz Algieria i Tunezja. Jako gatunek zawleczony rozprzestrzenił się również w Ameryce Północnej i innych rejonach świata. W Polsce gatunek bardzo pospolity na całym niżu, oraz na pogórzu. Status gatunku we florze Polski: gatunek rodzimy.
W języku ukraińskim określana jako nechworoszcz (ukr. нехворощ) lub czornobyl (ukr. чорнобиль), od której to nazwy pochodzi nazwa miasta Czarnobyl.

## Morfologia

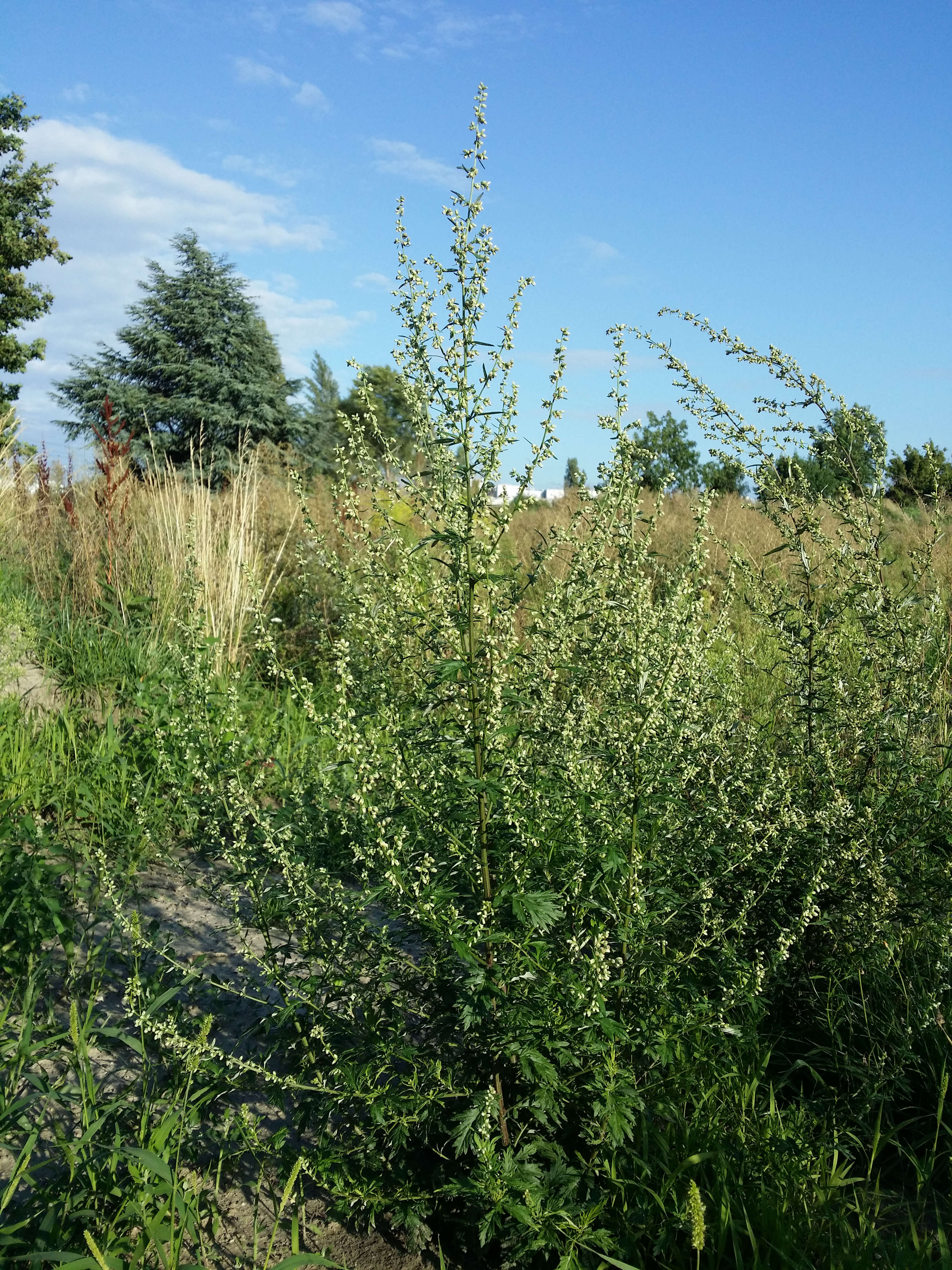
Pokrój

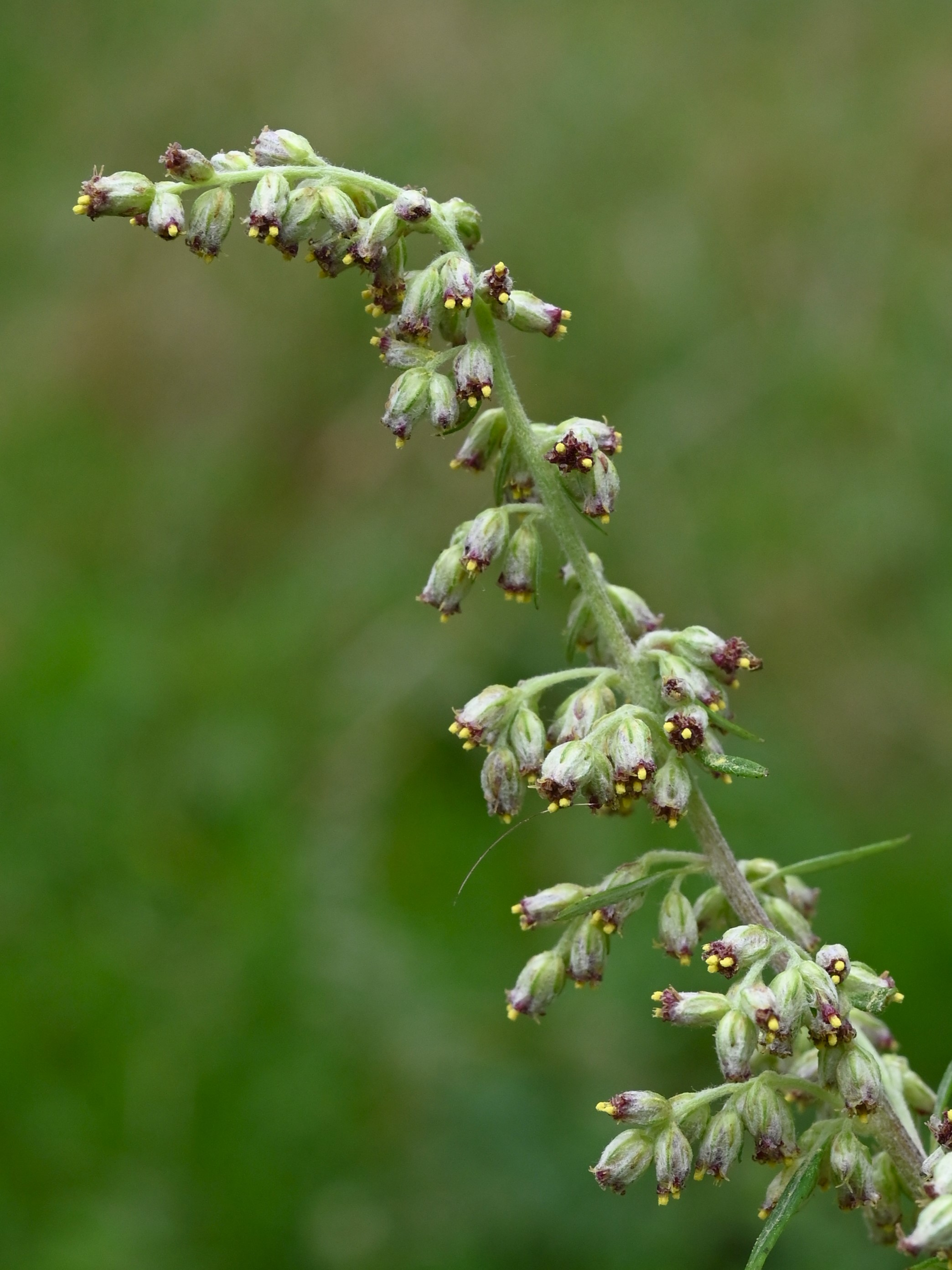
Kwiatostan złożony

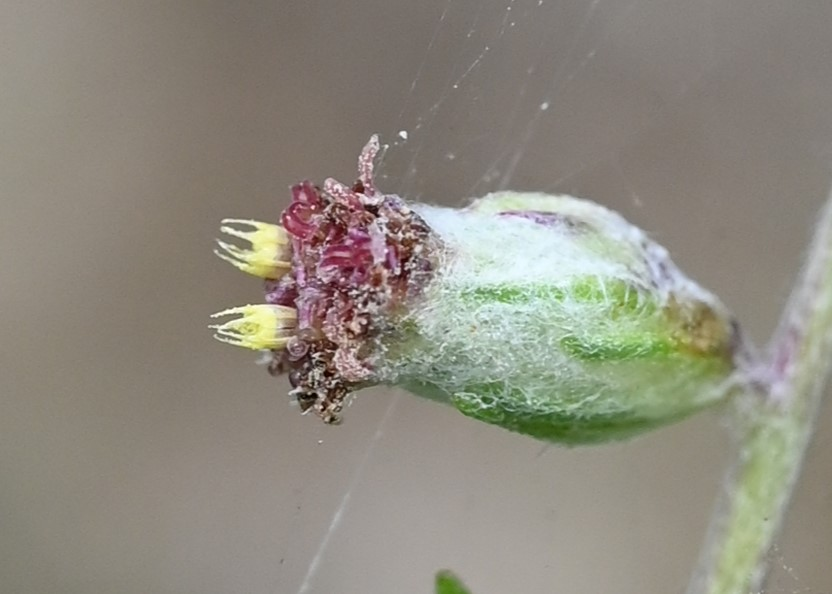
Koszyczek kwiatowy

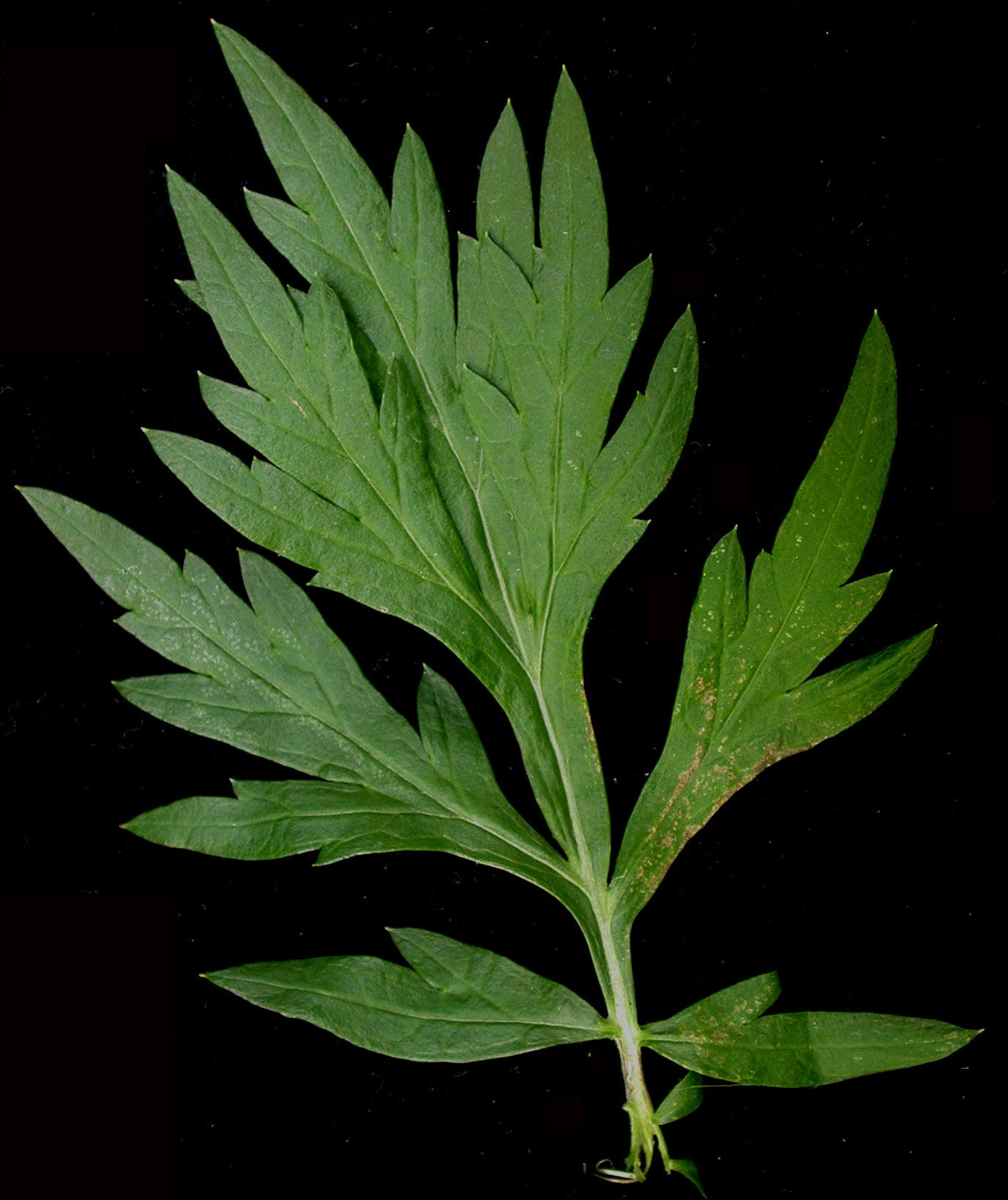
Liść

ŁodygaWzniesiona, bruzdowana, silnie rozgałęziona, osiąga wysokość 50–220 cm. W dolnej części jest naga i często czerwono nabiegła, w górnej wełnisto owłosiona.
LiścieUlistnienie skrętoległe. Liście pojedynczo lub podwójnie pierzastodzielne, na górnej stronie nagie i ciemnozielone, na dolnej  biało kutnerowate. Odcinki liści jajowate lub podłużne, o szerokości 0,2–1 cm, brzegach głęboko i dość rzadko piłkowanych.
KwiatyZebrane w szerokojajowate koszyczki o długości do 4 mm. Koszyczki tworzą gęste wiechy na szczytach łodyg. Listki okrywy koszyczków są szaro wełnisto owłosione i mają na grzbietach zielona smugę. Korony kwiatowe żółtawe do czerwonobrązowych, wszystkie rurkowate zakończone 5 ząbkami. Wyrastają z nagiego osadnika. Kwiaty brzeżne to kwiaty żeńskie, środkowe, liczniejsze są kwiatami obupłciowymi.
OwoceCiemnobrunatne i połyskujące niełupki o długości do 1,7 mm ze srebrzystymi smugami i bez puchu kielichowego.

## Biologia i ekologia
RozwójBylina, chamefit. Kwitnie od lipca do września, jest wiatropylna. Ma intensywny zapach.
SiedliskoRośnie głównie na siedliskach ruderalnych, segetalnych i półnaturalnych: na nieużytkach, terenach kolejowych, wysypiskach, miedzach, przydrożach, na polach uprawnych, w rowach i nad rzekami. W klasyfikacji zbiorowisk roślinnych gatunek charakterystyczny dla Cl. Artemisietea vulgaris, Ass. Arctio-Artemisietum.
Cechy fitochemiczneRoślina trująca: w większych ilościach jest toksyczna.
GenetykaLiczba chromosomów 2n= 16.
Korelacje międzygatunkowePasożytują na niej niektóre gatunki grzybów: Puccinia tanaceti, Mycovellosiella ferruginea, Septoria artemisiae, Golovinomyces artemisiae i żeruje wiele gatunków muchówek, pluskwiaków i motyli.

## Zastosowanie
- Roślina lecznicza: o podobnym działaniu do bylicy piołun, tylko znacznie słabszym. Niegdyś stosowana w medycynie ludowej, nie znajduje się jednak w oficjalnym wykazie roślin leczniczych Farmakopea polska[11]. Ziele Herba Artemisiae i korzeń Radix Artemisiae vulgaris zawierają olejki eteryczne, żywicę, gorycz[12]. W surowcach tych znajdują się także związki o działaniu bakteriostatycznym i przeciwnowotworowym. Ziele bylicy pospolitej używane jest głównie w dolegliwościach ze strony układu pokarmowego; przy wzdęciach, niedokwaśności, kolce jelitowej, nieżytach i bólach brzucha. Poprawia apetyt i ułatwia przyswajanie pokarmów – z tego powodu szczególnie polecana jest dzieciom i rekonwalescentom. Zaleca się jej używanie w mieszance ziołowej z krwawnikiem, rumiankiem, bazylią i majerankiem. Działa leczniczo również przy schorzeniach wątrobowych – w tym celu jednak skuteczniejsze są napary sporządzone z mieszanki ziół zawierających bylicę pospolitą, miętę pieprzową, estragon, mniszek lekarski, jałowiec i owoc dzikiej róży. Korzeń bylicy pospolitej natomiast nie jest używany przy dolegliwościach pokarmowych. U dzieci najczęściej używany jest jako środek przeciwskurczowy, u dorosłych natomiast w neuropatiach, nerwobólach i przy padaczce. Bylica pospolita nie powinna być używana przez kobiety w ciąży, kobiety karmiące i osoby z krwawieniami z przewodu pokarmowego, silnie osłabione, z zapaleniem wyrostka robaczkowego czy hemoroidami[11].
- W tradycyjnej medycynie chińskiej bylicą pospolitą zwalczano gorączkę, a dym z palonych ziół podobno leczył astmatyków. Niewielkimi ilościami odwarów leczono zatrucia ciążowe (większe ilości tych odwarów powodują poronienia)[11].
- Sztuka kulinarna: używana jako bardzo aromatyczna i gorzka przyprawa. Nadają się do tego celu wierzchołki młodych pędów zbierane przed pojawieniem się pąków kwiatowych. Przyprawa z bylicy ma korzenny zapach i gorzki smak. Ma zastosowanie do potraw mięsnych, dań z kapusty i grzybów oraz zupy jarzynowej i cebulowej[7]. Można nią przyprawiać również jajecznicę lub omlet, w ilości jednej łyżeczki posiekanych liści na kilka jaj. W niewielkich ilościach może być zastosowana do sałatek, w większych ilościach jest trująca[13].
- Suszone liście i wierzchołki pędów mogą być używane do sporządzania herbat ziołowych[13].
- Można z niej wykonać nalewkę na winie. Pita codziennie w ilości 6-8 łyżeczek działa wzmacniająco[11].
- Dawniej używano bylicy do przyprawiania piwa[13].
- Otrzymywany z bylicy pospolitej olejek eteryczny używany jest do aromatyzowania mydeł, płynów do mycia naczyń, proszków do prania[7].
- Ziele zawieszone w stajni odstrasza gzy, a włożone do psiej budy odstrasza pchły[7]. Palone zioło działa odstraszająco również na komary[11].
- Ziele było dawniej czasami używane do sporządzania mioteł[11].

## Udział w kulturze
- Bylica pospolita była u Słowian ważną rośliną rytualną, magiczną i leczniczą. Wierzono, że zerwana przed wschodem słońca w wigilię św. Jana i zawieszona w domu będzie go chronić. Oplatano nią przydrożne krzyże, co miało je chronić przed czarownicami. Bylicą oplatano także drzwi do komory i wkładano ją do trumny pod głowy zmarłych, aby ich dusza mogła spokojnie odejść i nie straszyła ludzi[7].
- W średniowieczu u niektórych ludów istniał przesąd, że włożone do butów ziele bylicy usuwa zmęczenie nóg[11].